# Розводовські графи (герб)
Розводовські графи – шляхетський герб, різновид герба Труби, наданий в Галичині.

## Опис герба
Опис згідно з класичними правилами блазонування:
У срібному полі три труби чорні при золотій фурнітурі поєднанів центрі вліво. Над щитом графська корона, над якою шолом з клейнодом: п'ять страусине пір'їни, що чергуються срібні і чорних. Намет чорний, підбитий сріблом.

## Найбільш ранні згадки
Звання графа Австрії (hoch - und wohlgeboren, graf von) надано Ігнатію Розвадовському 23 серпня 1783 року. Підставою надання була відповідно функція (староста островський). Незалежно 29 червня 1872 року назву отримала лінія, отримане від діда Ігнатія - Флоріана, в особі Костянтина, сина Яна та його братів - Володимира, Владислава і Олександра - російських військових. Брати були прапраправнуками Флоріана.

## Гербовий рід
Одна сім'я (герб власний):
- графи фон Ґросс Розводов-Розводоські (graf von Gross (de Magno) Rozwadów-Rozwadowski).